# 코랴크인

코랴크 자치구의 기

코랴크인(러시아어: коряки)들은 시베리아에 거주하는 민족으로, 캄차카 지방 북쪽(예전에는 코랴크 자치구)에 주로 거주한다. 일부는 축치 자치구, 마가단 주 세베로에벤스키 군에 거주한다. 2010년 조사에 따르면 러시아 내에 7,953명의 코랴크인 인구가 있었다.
시베리아 최동단에 거주하는 축치족과 문화적으로 유사하다. 이들이 사용하는 코랴크어는 축치어와 밀접한 연관이 있다. 캄차카 반도의 이텔멘족과는 더 낮은 연관성이 있다. 코랴크족과 이텔멘족은 종종 캄차카 반도의 원주민이라는 의미로 캄차달인이라는 용어로 포괄 지칭된다.
코랴크인은 크게 두 집단으로 구분된다. 하나는 해안가 마을에 정착하여 거주하는 해안 코랴크인 또는 'Nemelan'으로 이들은 지역 어업이나 해양 포유류 사냥으로 주로 생계를 꾸린다. 다른 하나는 순록 목축을 하며 사는 내륙 코랴크인 또는 'Chaucu'인데 이들은 유목민으로서 순록떼를 계절에 따라 방목하며 따라다닌다.

## 참고 문헌
- Народы Сибири, М. — Л., 1956;
- Гурвич И. С., Кузаков К. Г., Корякский национальный округ, М., 1960;
- Антропова В. В., Культура и быт коряков, Л., 1971.